# Ichneumon ochropus
Ichneumon ochropus är en stekelart som beskrevs av Cuvier 1833. Ichneumon ochropus ingår i släktet Ichneumon och familjen brokparasitsteklar. Inga underarter finns listade i Catalogue of Life.